# ÖBB X432
Der X432.001 ist ein von der Firma Plasser & Theurer gebautes Bahndienstfahrzeug der ÖBB.

## Geschichte
Für Schnellfahrversuche auf der Westbahn rüsteten die ÖBB den Abschnitt zwischen Linz und Lambach mit einer Linienzugbeeinflussung aus. Für die Wartung dieser Anlagen und der Indusi-Magneten benötigten die ÖBB ein geeignetes Fahrzeug. Deshalb wurde im Jahre 1991 ein solches Fahrzeug – basierend auf dem MTW 100 – bei Plasser & Theurer in Auftrag gegeben. Das Ergebnis war das Einzelstück X432.001.

## Konstruktion
Der gesamte mechanische Aufbau ist mit jenem der Baureihe ÖBB X552 identisch. An die Führerstände schließen Sozial- und Schlafräume an. Die Messeinrichtungen sind im Führerstand 1 untergebracht. Die Abgase werde über einen am Dach befindlichen Aufsatz abgeleitet.

## Technik
Die Antriebsanlage ist mit jener der Baureihe X552 identisch. Sie besteht aus einem luftgekühlten Viertakt-V12-Dieselmotor Deutz Bfl 513 mit Abgasturbolader und Ladeluftkühlung von KHD, einem hydrodynamischen Drehmomentwandler mit Dreigang-Lastschaltgetriebe und einem Wendegetriebe. Der Prüftriebwagen verfügt neben einer direkten und einer indirekten Druckluftbremse auch über eine Federspeicherbremse.

## Einsatz
Der Prüftriebwagen X432.001 war in Linz stationiert und wurde landesweit zur Messung von Anlagen der Linienzugbeeinflussung und der induktiven Zugsicherung eingesetzt. 